# 托爾特爾

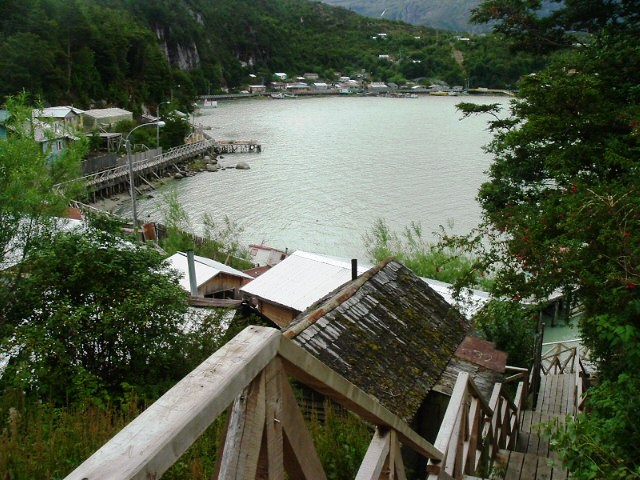

托爾特爾（西班牙語：Tortel），是智利的城鎮，位於該國中南部伊瓦涅斯將軍艾森大區的普拉特海軍上尉省，始建於1955年5月28日，面積19,930.6平方公里，海拔高度7米，2012年人口487人，人口密度每平方公里0.02人。

## 友好城市
- 法國 滨海拉塞讷

47°47′49″S 73°31′59″W / 47.79694°S 73.53306°W